# Dilara Büyükbayraktar
Dilara Büyükbayraktar (* 23. Oktober 1989 in Izmir) ist eine türkische Theater- und Filmschauspielerin.

## Leben
Büyükbayraktar studierte an der Anadolu Üniversitesi in Eskişehir Schauspiel und begann nach ihrem erfolgreichen Abschluss in einem Theater in ihrer Geburtsstadt zu arbeiten. Nationale Bekanntheit erlangte sie ab 2012 durch die Darstellung der Naza in 94 Episoden der Fernsehserie Sefkat Tepe. 2014 gab sie ihren Serienausstieg bekannt. Von 2014 bis 2015 spielte sie ebenfalls einen Charakter mit dem gleichen Namen in der Fernsehserie Sungurlar. Anschließend folgten ab 2016 Besetzungen in türkischen Spielfilmen. 2019 war sie in einer Episode der Fernsehserie Arka Sokaklar zu sehen.

## Filmografie
- 2012–2014: Sefkat Tepe (Fernsehserie, 94 Episoden)
- 2014–2015: Sungurlar (Fernsehserie, 36 Episoden)
- 2016: Senarist
- 2017: Ac kapiyi cok fenayim
- 2018: Iyi ki Dogdun Abla
- 2019: Siccin 6
- 2019: Arka Sokaklar (Fernsehserie, Episode 14x16)